# A Blood+ szereplőinek listája

A Blood+ szereplők balról jobbra: Lewis, Julia, David, Hadzsi, Szaja, Kai, Mao és Okamura, ahogy a sorozat második felében megjelennek.

A Blood+ szereplőlista, az azonos című anime és mangasorozat szereplőit sorolja fel.

## Szaja barátai és családja

### Otonasi Szaja
- Japán hangja: Kitamura Eri
- Angol hangja: Kari Wahlgren
- Magyar hangja: Bognár Anna[1]

Saya és új kardja.

Otonasi Szaja átlagos életet él Okinaván, két testvérével és apjával: attól az apróságtól eltekintve, hogy a család tagjai között nincs vérségi kötelék. George, az apa mindhárom gyereket örökbefogadta.
Szaja élete csak belőlük áll, és az iskolából, súlyos amnéziája van, múltja egyetlen szeletére sem képes visszaemlékezni. Tehetséges magasugró, szinte mindig éhes. Egy nap hazafelé tartva gyönyörű csellómuzsikát hall. Egy fiatal, hosszú hajú férfit állnak körül nézelődők, ő játszik. Szaját megbabonázza a zene és teljesen átadja magát a dallamnak, azonban a zene hatására sokkoló emlékképek villannak fel benne.
Nem sokkal később kénytelen szembenézni azzal a ténnyel, hogy egyedül az ő vére képes elpusztítani a chiropteránoknak nevezett vérivó szörnyeket.
Ha Szaja elveszti az önuralmát a szeme színe vörösre vált, másik énje, amely harcias és vérszomjas, teljesen átveszi az uralmat felette. Ebben az állapotban remek kardforgató. Szaja egy speciális katanával harcol. A pengébe vájt vércsatorna nem az ellenfél vérének elvezetésére szolgál, hanem éppen Szaja vérét juttatja el a chiropteránokhoz. Csata előtt a lány megvágja saját ujját és a belőle csurgó vér végigszalad a penge egész hosszán. A véres karddal megsebzett chiropteránra azonnali és pusztító hatással van, a testük kristályszerűvé válik és elporlad.
A kard, a sorozatban Diva egyik Chevalier-jével folytatott harc során elpattan és kettétörik ezért a lány egy ideig nélküle küzd, míg nem kap egy másikat. Az új darabban, amit ez alkalommal a Vörös Pajzs ajándéka, egy vörös kristály is látható, mely nevelőapja, George testéből készült.
David állítása szerint a Pajzs tagjai azért hordanak időnként chiropteránok kristályosodott formájából előállított ékszert, hogy emlékezzenek a harcra, és az áldozatokra.
Szaja ha kifárad, vagy megcsömörlik a gyilkolástól, évekig húzódó álomba zuhanhat.
Riku halála után Szaja egy egész évre eltűnik Hadzsi társaságában. Mikor visszatér, a haja hosszabb és egész megjelenése sötétebb. Elfogadja saját chiropteran természetét és ezáltal azt is, hogy Hadzsi vérén kell élnie, ha jobban birtokolni akarja a képességeit. Hallgatagabbá válik. Moses és Lulu megjegyzése szerint elvesztette a reményt. De inkább depressziós, és végül felenged. Csatlakozik Hadzsival a Vörös Pajzs megmaradt tagjaihoz, akikhez végül Kai is tartozik, együtt kutátják a világban Díva nyomát, megakadályozandó, hogy Díva énekével emberek ezreit változtasson chiropteránná. Végül a Metropolitan operában ütközik meg a húgával és végre legyőzi- bár nem kevés segítséggel.

### Hadzsi
- Japán hangja: Konisi Kacujuki (felnőtt), Sindoh Naomi (12 éves)
- Angol hangja: Crispin Freeman (felnőtt), Jeannie Elias (12 éves)
- Magyar hangja: Varga Gábor (felnőtt),[1] Berkes Bence (12 éves)

Szaja első számú védelmezője, titokzatos csellóművész. Viselkedése távolságtartó és udvarias. Elmaradhatatlan kelléke a koporsó alakú csellótok, ami a hangszeren kívül Szaja kardját is rejti.
Hadzsi halhatatlannak tűnik, de legalábbis emberfeletti regeneráló képességekkel rendelkezik, olyan sérüléseket is átvészel, amibe egy ember belehalna. Az orosz forradalom előtti időkben még az egész teste ép volt, sokáig nem derül fény rá, hogy mitől torzult el a jobb keze örök chiropteron formába.
Kiváló tőrdobáló és a reflexei is remekek.
Habár Hadzsi Ssajának esküdött fel, de Díva vőlegénye is egyben – hasonlóan, ahogy Szaja a többi chevalier menyasszonya. De ennek csak az esetleges gyermekvállalás esetén lehetne komolyabb jelentősége.
Szaja és Hadzsi kapcsolata jóval több a testvéri szeretetnél, de még a szerelemnél is.
A 22-ik epizódból fény derül közös múltjuk egy részére, mikor Szaja képes lesz szembenézni a régi tetteivel. Az 1800-as években a lány Joel Goldschmith birtokán élt Franciaországban, a Chateau Duel kastélyban. Joel a lányaként „nevelte” Szaját, aki az arisztokrata kisasszonyok életét élte annyi eltéréssel, hogy neki időnként vért szolgáltak fel a kristálypohárban. Hadzsi is Joel „ajándéka” volt, a szüleitől egyszerűen megvették egy kenyérért, hogy társaságot nyújtson Szajának. Az akkor még szinte gyermek fiúcska nem repesett az örömtől, hogy egy elkényeztetett úrilány szolgája legyen akit az kedvére ugráltathat. Idővel azonban mégis oldódott kettejük között a feszültség és egymás bizalmas barátaivá váltak. Szaja tanította meg Hadzsit csellózni és vívni is.
Az évek teltek és Hadzsi felnőtt férfivá érett, míg Szaja külsejében mit sem változott. Mikor Hadzsi ennek oka felől faggatta Joelt az csak annyit mondott – Szajának különleges a vére, más, mint ők, szüksége van "egyszerű átömlesztésre".
Joel születésnapján a lány kedveskedni szeretett volna Goldschmith-nek a férfi kedvenc virágával, ami azonban egy sziklaszirt peremén nőtt. Hadzsi vállalta, hogy megkockáztatja a megszerzését Szaja kedvéért, azonban megcsúszott és lezuhant. Koponyatörést szenvedett és azonnal meghalt. Szaja kétségbeesetten rohant le hozzá, a test mellett térdelve eszébe jutott, hogy az "egyszerű átömlesztés". Megvágta a kezét, vérét a szájába vette és megcsókolta Hadzsit. A férfi teste rángatózni kezdett és csakhamar új életre kelt mint Szaja örök lovagja.
Hadzsi kifejezetten örült ennek a ténynek, és egyáltalán nem bánta, hogy örökké Szaja mellett kell lennie.

### Mijaguszuku George
- Japán hangja: Ohcuka Hocsu
- Angol hangja: Wally Wingert
- Magyar hangja: Sörös Sándor[1]

Vietnami veterán, majd okinavai pub, az "Omoro" tulajdonosa. A Vörös Pajzsnak elkötelezett, de melegszívű és jóságos férfi. Családjának tragikus halála után örökbefogadott két fiút Kait és Rikut, majd Szaját is magához vette (miután felébredt 30 éves álmából, de nem emlékezett semmire). Nevelőapja tisztában van Szaja elfeledett titkával, de nem fedi fel a lány előtt. Teljesen a saját lányaként neveli, szereti, iskolába járatja.
Míg Szaját védelmezi hősiesen egy chiropteran támadás alkalmával, súlyosan megsérül. Kórházba viszik, de onnan Van Argano emberei elrabolják, és előbb egy amerikai haditámaszpontra, majd a Jambaru Természetvédelmi Intézetbe viszik. Itt titokban chiropteránok mesterséges előállítása folyik a Delta 67 nevű szerrel. George-ot is megfertőzik ezzel az anyaggal. David, Szaja és Hadzsi későn érkezik, George maga kéri, hogy Szaja különleges vére által halhasson meg, még többé-kevésbé emberként a végzetes alakváltás előtt.
George szólása a varázslatos szó, a "Nankurunaisza". "Élj a mának, de várd a holnapot, és ne felejts el mosolyogni" – tehát bizakodjunk, és minden rendbe jön.

### Mijaguszuku Kai
- Japán hangja: Josino Hirojuki
- Angol hangja: Benjamin Diskin
- Magyar hangja: Dányi Krisztián[1]

Szaja egyik adoptált testvére. 17 éves és roppant népszerű az iskolában lázadó jelleme miatt. Szeret motorozni, bulizni és ugratni a kisöccsét. Sokszor keveredik utcai verekedésekbe is. Titokban szerelmes Szajába, mert állandó féltékenységi rohamok gyötrik ha a lányt együtt látja Hadzsival. Az egyik részben Mao mindent megpróbál elkövetni , hogy bevallja Szajának az érzéseit, de nem sok sikerrel. Mindenesetre mindent elkövet, hogy segítse Szaját, és összeomlik, mikor ez folyamatosan nem sikerül, sőt Szaja védi meg őt.
Kaiban kissé akkor inog meg a fogadott nővérébe vetett hit, mikor a lány eltűnik Hadzsival, hogy egymaga kutassa fel a múltját. Ezen a ponton megosztja kételyeit Daviddel, aki viszont mintha jobban bízna Szaja emberek iránti elkötelezettségében. Végül Davidnek lesz igaza. Staha megtagadja Dívát és chevalierjeit, nem csatlakozik hozzájuk.
Kait lassan befogadja a Vörös Pajzs, kisebb feladatokat is rábíznak.
Megkapja George pisztolyát is.
Riku halála után Kai fogadott öccse kristályosodott testének egy darabjából formált függőt kezdett el hordani a nyaka körül, hogy emlékezzen elvesztett testvérére.
A Vörös Pajzs csaknem teljes pusztulása után is elkötelezettje marad a chiropteránok elleni harcnak. Igazi harcossá válik, a csapat teljes jogú tagja. És amely rendkívül fontos: bele tudja képzelni magát a vele szembenállók "lelkivilágába" és megérti őket. Így békét tudnak kötni például a sifukkal.
Igazi megértő, kedves férfi lesz belőle, hasonlatos nevelőapjához, George-hoz. Ő az, aki örökbe fogadja Díva két kisleányát is.

### Mijaguszuku Riku
- Japán hangja: Jadzsima Akiko
- Angol hangja: Kamali Minter
- Magyar hangja: Kováts Dániel

Riku Kai és Szaja emberi családjának legifjabb tagja, egy aranyszívű, udvarias, kedves 14 éves fiúcska. Idősebb testvéreit nagyon szereti.
Először akkor válik Díva áldozatává, mikor a kisfiú bátyja társaságában szintén eljut az "Állatkertbe", vagyis a Chateau Duel birtokra. Itt elszakad a többiektől és meghallja Díva csábító énekét. Követi a hangot, azt hivén, hogy Szaját hallja és a másik Királynő karjaiba sétál. Mikor Szaja belép a szobába, a történet során először szembesül a húgával. Diva jelenléte felidézi benne a tényt, hogy ő maga engedte ki a toronyból a húgát, így a közvetett részese volt Joel és birtokon élő minden ember halálában. David rálő Divára, akit azonban a lőfegyver nem tart vissza. Keresztülvágja nővérét a falon, majd utánaugrik. Szaja rábukkan a fegyverraktárra, ahol kardot ragad és a rákövetkező párbajban megsebzi Solomont, de gyengeség támad rá, amitől összeesik. Diva nevetve emlékezteti: ez azért van mert megtagadja magától az éltető vért. Megölné Szaját a nem lép közbe Hadzsi, de így egyszerűen távozik Solomonnal és Amshellel, aki ezt az egész helyzetet kitalálta és megvalósította. Mire visszatérnek Rikuhoz, már haldoklik.
Szaja önnön vérével kénytelen megmenteni az életét, így a kisfiú is a chevalier-jévá válik.
Hadzsi kedvelte már ember korában is, így nagyon jól kijön apró chevalier-társával. Tanítgatja, bátorítja. Kai eleinte nem örül a helyzetnek, de azután ő is megbékél, hiszen Riku természete nem változott semmit.
Dívának hátsó szándékai voltak, mikor majdnem megölte Rikut. Számított rá, hogy Szaja kétségbeesésében chevaliert csinál kisöccséből. Karllal megtámadják a Vörös Pajzs hajóját, mindenkit legyilkolnak. Díva megkeresi Rikut, megerőszakolja, majd megöli. Már nincs rá szüksége: sikerült teherbe esnie tőle.
Riku teste vörös kristályokká esik szét a hajó megsemmisülése előtt. Egy darab kristály marad csak Szajának és Kainak tragikus véget ért kistestvérükből.

### Okamura Akihiro
- Japán hangja: Itó Kentaró
- Angol hangja: David Rasner
- Magyar Hangja: Posta Victor[1]

Láncdohányos riporter. Furcsa, ám hatékony párost alkot Maóval.

## A Vörös Pajzs tagjai

### David
- Japán hangja: Koszugi Dzsuurouta
- Angol hangja: Christopher Nissley
- Magyar hangja: Schnell Ádám[1]

A Vörös Pajzs nevű katonai szervezet egyik vezetője. A különítményt 1883-ban alapította Joel Goldschmidt Franciaországban. A céljuk a chiropteranok megfékezése, amihez Szajában találták meg a megfelelő eszközt.

### Julia Silverstein
- Japán hangja: Kaida  Juko
- Angol hangja: Abby Craden
- Magyar hangja: Törtei Tünde[1]

A Vörös Pajzsnak dolgozó doktornő. A Sorbonne Egyetemen végzett. A Moses klónokkal és a Delta projekttel foglalkozott.

## A Cinq Flèches csoport
A Goldsmith-ek a Goldschmidt család egy ága. Cinq Flèches a Goldsmith-ek kezében levő gyógyszerészeti vállalat, ami a család tulajdonában van, de tevékenységük kiterjed az élelmiszeripar és a hadiipar területére is. Több száz kisebb vállalatot ölel fel számos országban.

### Diva
- Japán hangja: Jadzsima Akiko
- Angol hangja: Kari Wahlgren
- Magyar hangja: Kiss Virág[1]

A rejtélyes Diva valójában Szaja húga és nővérének erőszakos és szadista tükörképe. Külsőleg a megszólalásig hasonlítanak egymásra- bár Díva haja hosszú és a szeme kék, valamint a bőre is kissé világosabb tónusú. A vérük kölcsönösen mérgező egymásra nézve.
Diva gátlástalansága mellett gyerekes. Nagyon játékos, de a szórakozásai többnyire kegyetlenségek, mulatságosnak véli mások szenvedését. Senkire sincs tekintettel, legfeljebb ha az érdekei úgy kívánják.
Divát az öreg Joel elzárta egy toronyba, és nem érintkezhetett az emberekkel. Magányában addig énekelt, míg Szaja Joel 72. születésnapján, 1883-ban kíváncsiságból ki nem nyitotta az ajtaját, ami mögött a falnak dőlve kuporgott egy csuklyás köpenybe takarózva. Diva szabadon kisétálhatott, hogy vérfürdőt rendezzen a birtokon.
Ébredése után nem sokkal a bordeux-i Állatkertben kiszívja Riku utolsó csepp vérét is, majd kis híján végez Szajával is. Szaja, hogy öccsét megmentse, kénytelen chevalier-é változtatni.
Díva ezután Karl oldalán megtámadja és elpusztítja a Vörös Pajzs főhadiszállásául szolgáló óceánjárót, ahol előbb megerőszakolja, majd megöli Rikut, Szaja és Kai öccsét. Ekkor esik teherbe, majd szüli meg egy évvel később két kislányát.
Diva és Szaja küzdelme a Metropolitan Operában ért véget, ahol Diva éneke több százmillió embert változtatott volna át chiropteránná szerte a világon.

### Amshel Goldsmith
- Japán hangja: Nakata Jódzsi
- Angol hangja: Wally Wingert
- Magyar hangja: Mikula Sándor[1]

Amshel a naplóíró Joel Goldscmith-tel dolgozott együtt az 1800-as évek elején. Távoli rokona és asszisztense volt. Az ő vére cseppent rá véletlenül a tojásokra, amikből később Szaja és Díva megszülettek. Miután Dívát elválasztották nővérétől és egy toronyba zárták, azt a feladatot kapta, hogy biztosítsa az élelmet a lánynak, törődjön vele, de úgy, hogy ne érezhesse magát embernek. Díva eközben tette a chevalier-jévé. 1883-ban Szaja kiengedte nővérét, s az lemészárolta Joelt és vendégeit, majd Amshellel együtt eltűnt.
Mikor a Királynő felébredt az első világháború vége felé, elhozta számára távoli unokaöccsét, Solomont, hogy ő is a chevalier-je legyen. Amshel a chevalierek vezetőjeként viselkedik, parancsokat osztogat, ő maga csak a sorozat vége felé avatkozik bele az eseményekbe.
Amshel Goldsmith a Goldsmith Holding nagyhatalmú elnöke. Ennek a vállalatnak sok alvállalata van világszerte, többek között a Cinqe Flesche is.
A nevéhez fűződik a sifuk és az Élőhalottak megalkottatása. Egész kísérletsorozatokat hajtottak végre az ő utasítására Izlandon, Okinawán.
Először megpróbálta maguk oldalára állítani Szaját, mikor megölte Lizát és felöltötte annak alakját, miközben Szaja és csapata a transz-szibériai expresszen Jekatyerinburg felé tartottak. Később a kudarca után maga javasolta a rivális Királynő elpusztítását. Egy Hadzsival való küzdelemben a testét felnyársalta a Chrysler Building, New York egyik híres épülete. Ennek ellenére életben maradt félig ember- félig chiroptran formában és még egy utolsó kísérletet tesz Díva gyermekeinek elrablására. Végül Hadzsi ölte meg egy Szaja vérében megfürdetetett pengével.

### Grigorij Raszputyin, alias Szonja
- Japán hangja: Kaori Nazuka
- Angol hangja: Liz Sroka
- Magyar hangja: Haffner Anikó

Grigorij a második chevalier, aki nem más, mint a híres "szent ördög", Grigorij Jefimovics Raszputyin. Az animében túléli az 1916-os meggyilkolását és egy Szonja nevű fiatal lány képében bujkál a szülőfaluja közelében. Szaja álmában jelenik meg a 17. részben, ami arról szól, hogyan pusztította el ő és Hadzsi Grigorijt 1918-ban.

### Martin Bormann
Az animében Díva harmadik chevalierje Martin Bormann, a náci párt magas rangú tisztje és Adolf Hitler birodalmi minisztere. Szinte semmit sem lehet róla megtudni, csak a 13. részben tűnik fel egy 1943-ból származó fényképen és Amshel utal rá, hogy Solomon volt az, aki 1945-ben végzett vele.

### Solomon Goldsmith
- Japán hangja: Cudzsitani Kódzsi
- Angol hangja: Dave Wittenberg
- Magyar hangja: Takátsy Péter[1]

Solomon a negyedik Goldsmith testvér, aki orvos volt az első világháború vége felé. Mindig fehér ruhát visel, ezzel reprezentálva, hogy ő Díva lovagja- mivel ez volt az a szín amit az első találkozásukkor is hordott Amshel kastélyában, 1917-ben. Abban az időben menekülni akart a háború rémségeitől, ahogy az emberek egymást gyilkolják, de átváltozása után realizálta, hogy a chiropteranok világa is csak olyan mint a halandóké.
Habár osztja testvérei azon nézetét, miszerint Szaja kötődése az emberi világhoz nem valós érzelmeken alapul, de ő mégis igyekszik védeni a lányt. Először akkor találkoznak, mikor Szaját egyszerű diáknak álcázva a vietnami lányiskolába küldik kivizsgálni az ottani chiropteran-gyanús eseményeket. Az iskolabálon Solomon felkéri Szaját, mivel ő volt az egyetlen lány aki nem bámulta meg. Akkor még kölcsönös tudatlanságban vannak a másik valódi azonosságáról. A chevalier-ben előbb csak érdeklődés ébred, mely később szerelemmé mélyül.
Mikor Szaja a múltja nyomában visszatér Franciaországba, Solomon meséli el neki, hogy a birtokot azért hívják Állatkertnek, mert annak idején azon a helyen a világ minden tájáról összegyűjtött állatokon kísérleteztek, hogy előállítsanak egy új fajt. Solomon véleménye szerint Szaja és Díva sem volt kivétel. Ő tudatja vele, hogy a nővérek 30 évig alszanak két aktív fázis között egy selyemgubóban. Felfedi, hogy első találkozásukkor, az iskolai bálon fogalma sem volt Szaja valódi mibenlétéről és örül, hogy akkor nem ellenségekként tekintetek egymásra. A férfi megkérdőjelezi Szajának az emberek közötti boldogságát, az eddig családját és érzelmeit hamisnak nevezi.
Solomon felajánlja Szajának, hogy csatlakozzon hozzájuk, mivel szembenállásukból csak az emberek profitálnak. A lány hajlana az alkura, de Hadzsi eltántorítja.
Solomon érzelmei azonban mit sem változnak Szaja iránt, míg végül elhagyja érte Divát.
A végzet akkor éri utol, mikor megmenti Szaját James-től és a Szaja vérével áztatott penge véletlenül megvágja harc közben. Amshel végignézi halálát és ostobának nevezi azért, mert eldobta magától Dívát, a testvéreit és képes volt meghalni az ellenséges királynőért.

### Karl Fei-Ong
- Japán hangja: Szaszaki Nozomu
- Angol hangja: Quinton Flynn
- Magyar hangja: Vári Attila[1]

Diva Amshel és Solomon kérésére változtatta erőszakkal chevalier-é 1917-ben. Amshel az esetről később úgy emlékezett meg, hogy Karlt csupán, mint speciálisan keleti származású kísérleti alanyként használták az új Delta-projekt érdekében.
A férfi teste erősen módosult, így az egyik teljes karja (amit Szaja 1972-ben megsebzett) elvesztette emberi formáját.
Lobbanékony és kiegyensúlyozatlan személyiség. Solomon szerint Karl problémái a magányosságából eredtek és ezért vált Szaja megölésének megszállottjává is, mert ezzel az erőszakos cselekedettel akarta feloldani a magában érzett ürességet.
A "fantom" alteregót használja amióta az általa vezetett iskolában elkezdte a Szajához hasonlító lányok vérének kiszívását.
Miután Amshel Szaja likvidálásával nem őt, hanem James-t bízza meg, Karl végső kétségbeesésében azt tervezte, hogy Szajával együtt hal meg, oly módon, hogy kiissza a lány vérét. Amshel kérésére azonban Solomon követte őt és úgy döntött, közbeavatkozik. Levágta Karl karját, ami által Szaja képes volt ledöfni ellenfelét, igaz csak a saját testén keresztül.
Karl egy perc alatt elkristályosodott és szétporlott. Solomon gyászolta a halálát és kísérletet tett, hogy megmagyarázza Karl és a saját tetteit Sayának.

### James Ironside
- Japán hangja: Ohkava Toru
- Angol hangja: David Rasner
- Magyar hangja: Sótonyi Gábor[1]

James a legfiatalabb Díva 2005-ben még élő chevalier-jei között. 1945-ben lett Díva lovagja, Berlinben. Ő a Cinq Flèches összekötője az amerikai hadsereggel. Különlegessége, hogy ő egész másként tekint Dívára, mint a testvérei. Amolyan anyai szerepben látja őt és ő is a fiaként viselkedik.
Jelleme ugyanakkor meglehetősen kegyetlen és rideg.
Amshel őt bízza meg Szajáék megölésével, aminek ő a Christina szigeten kívánt volna eleget tenni, ám különleges, szinte sebezhetetlen páncéljának ellenére majdnem elpusztul, miután Szaja megsebesíti a vérével átitatott kardpengével.
James elpusztult testrészeit ezután sifu részekkel helyettesítik, aminek az lesz a következménye, hogy Díva megutálja és elkerüli a továbbiakben, és a Szajával való végső ütközetében testén kijön a sifuk által rettegett "jel", így Szaja meg tudja ölni a vérével. Utolsó szava: "Mama"

### Nathan Mahler
- Japán hangja: Keidzsi Fudzsivara
- Angol hangja: Wally Wingert
- Magyar hangja: Fekete Zoltán[1]

Nathan a legtitokzatosabb a chevalier-ek közül. Nem tudni vajon mikor lett belőle chevalier. A sorozat vége felé ráadásul olyanokat mond, amiből arra lehet következtetni, hogy ő még Szaja és Díva anyjának volt a chevalier-je réges régen, így valószínű, hogy ő a legidősebb, sőt a legerősebb a Dívát védő chevalier-ek közül. Ezt a tényt az is megerősíti, hogy a sorozat végén túléli Szaja vágását és nem kristályosodik el.
Nathan viselkedése néha meglehetősen nőies. Dívát is elsősorban a hangjáért szereti. Megszállott művészmániás. Olyannyira, hogy képes megállítani James-t, mert nem a színpadon akar végezni Szajával.
Ő az egyetlen, akit senki sem ugráltat (esetleg Díván kívül) és képes leállítani Amshelt, ha akarja. Azt állítja, hogy Díva csupán olyan családot szeretett volna, amilyen Szajának is volt és, hogy Amshel erre sosem jött rá, és nem volt hajlandó kiengedni őt "a kísérleti kémcsövei közül".
Miután Díva elpusztul megkéri Szaját, hogy ölje meg, ezért Szaja kettévágja, de nem lehet látni, ahogy Nathan kikristályosodik. Az utolsó részben pedig ott áll az újságírók között, akik Van Argeno letartóztatásáról tudósítanak. További sorsát nem ismerni.

### Diva lányai
Mint minden chiropteran királynő, Diva két lánygyermeknek ad életet miután megerőszakolta Rikut és teherbe esett tőle. Szaja mindkettőt meg akarja ölni megelőzve a jövőbeli rémtetteiket, de Kai lebeszéli a gyilkosságról.
Amshel megkísérli elrabolni a csecsemőket, ám Kai és Hadzsi meghiusítja a merényletet. Az elkövetkező években Kai apaként neveli őket, ahogy őt és Rikut gondozta George. Pár évvel később látjuk, ahogy Kai elkíséri őket arra a helyre, ahol Szaja aludta hosszú álmát.

## A sifuk
A sifuk olyan fegyverek amiket a khilbedi laborban a chevalier-ek (konkrétan Amshel) hoztak létre háborújuk érdekében Diva vérének kivonatából fájdalmas emberkísérletekkel. Tíz életben maradott úgy döntött közülük, hogy megkockáztatja a szökést a laborból, ahol megteremtették őket, akár azon az áron is, hogy az ott dolgozó emberek többségét legyilkolják.
A chevalier-ekhez hasonlóan különleges erőt és gyorsaságot birtokolnak, és nekik is vér kell a túléléshez. De egy lényeges ponton különböznek a chiropteranoktól: a napfény halálos égési sérüléseket okoz nekik, valamint a "Thorn" nevű betegségtől szenvednek, ami lassan elkristályosítja a testüket.
Először abban a hitben élnek, hogy Szaja véréből születtek mivel a tudósok ezt mondták nekik, és ezért az ő vérében sejtik az orvosságot is lehetetlen állapotukra. Megtámadják Szaját és Hadzsit, akit sikeresen legyűrnek. Ghee, egy sifu iszik a chevalier véréből, ami rögtön megöli. Később újra próbálkoznak Szaja vérével, ami egy másik tagjuk, Irene halálát okozza. Ráébrednek, hogy a tudósok hazudtak nekik és Diva nyomába erednek.

### Moses
- Japán hangja: Janagi Naoki
- Angol hangja: Steven Blum
- Magyar hangja: Joó Gábor[1]

A sifuk vezére. Ő adott társainak reményt, hogy megszökjenek és gyógyírt keressenek gyilkos kórukra. Fegyvere egy kasza. A legerősebb sifu, belőle készítették a klónokat. Nagyon megfontolt és legszívesebben nem keveredne harcba de lobbalékony társa, Karman minden áron küzdeni akar.
Lulu nagyon szereti és félti ami első látásra viszonzatlannak tűnik ám a vége felé kiderül, hogy Moses bár nem úgy fest, mégis kedves és figyelmes.
Mivel nem tanították meg miként kell érzelmeket kifejezni vagy köszönetet mondani inkább tetteivel beszél és miután Szaja segített nekik ő is a segítségére siet mikor szüksége van rá. Amikor már csak ő Lulu és Karman van életben, Kaitól kapja a vért egy hűtőtáskában.
Mivel nem tud megválni Karmantól, feláldozza magát és vele együtt hal meg habár utolsó sifuként maradthatna életben.

### Lulu
- Japán hangja: Szaito Csiva
- Angol hangja: Lara Jill Miller
- Magyar hangja: Györfi Anna[1]

Ártatlan, gyermeki természetű fiatal lány, a sifuk legkedvesebb tagja és bár nem szeret harcolni ha a társait veszély fenyegeti akkor viszont harcol a végsőkig. leginkább Moses-hez ragaszkodik. Az álma, hogy elég ideig élhessen, hogy fontos legyen valaki számára, aki megőrzi az emlékét. A sifu egyetlen túlélője. Fegyvere egy kétélű balta. Nem tudni, hogy a későbbiekben őt is eléri-e a Thorn, mivel az utolsó részben szó esik egy enzimről, melyet Szaja véréből vontak ki ellensúlyozandó a D-67-es szérum hatásait. A Joel, Lewis és David közötti párbeszédben Lewis hangot ad abbéli reményének, hogy az enzimmel meg menthetik Lulut.

### Karman
- Japán hangja: Nodzsima  Kendzsi
- Angol hangja: Dave Wittenberg
- Magyar hangja: Sörös Miklós.[1]

Karman egy magas, erőszakos természetű fiatalember, aki sokszor hajlik a hirtelen felindulásból elkövetett tettekre. Mosessel együtt öngyilkosságot követ el miután jelentkezik rajta a Thorn tünete.

### Airin
- Japán hangja: Tojogucsi Megumi
- Angol hangja: Olivia Hack
- Magyar hangja: Mahó Andrea[1]

Egy kétélű karddal harcolva teszi hasznossá magát a csapat tagjaként és képes megérezni Szaját akár nagyobb távolságból is. Miután Kai megmenti Párizsban, vele osztja meg Iréne a Schiff születésének titkát, miként haldokolnak lassan a Thorn-tól és miért támadták meg Szaját.

### Guy
- Japán hangja: Fukujama Dzsun

Guy az első sifu aki a Thorntól szenvedve meghalt. A csapat legszelídebb és legbékésebb tagja. Imádja a Holdat bámulni és közelgő halálát elhallgatja társai elől. Rokon lélek Irénénel, nagyon jól megértik egymást.
Hadzsival való kurta harca során iszik annak véréből ami nem segít rajta. Rövidesen végleg legyengül és Moses viszi egy romos templom oltárára ahol végül a napfény által hal meg.